# Siegfried Marseille
Siegfried Marseille (* 10. Oktober 1887 in Pyritz, Provinz Pommern; † 29. Januar 1944 in Nowosselki (Ukraine)) war ein hoher Polizeibeamter und Offizier der Wehrmacht, zuletzt im Rang eines Generalmajors.

## Leben
Marseille trat am 26. Februar 1907 als Fahnenjunker ins 6. Brandenburgisches Infanterie-Regiment von Alvensleben Nr. 52 ein. Am 18. August 1908 erfolgte die Beförderung zum Leutnant mit Offizierspatent zum 17. September 1908. Er nahm am Ersten Weltkrieg teil und wurde am 27. März 1920 verabschiedet. Er wurde Polizeioffizier und versah 1919 seinen Dienst zunächst bei der Sicherheitspolizei in Halle. Ein Jahr später wurde er zur Polizeiverwaltung Halle versetzt, wo er 1923 zum Polizeimajor befördert wurde. Zum 1. Januar 1930 wechselte Marseille zur Polizeiverwaltung Oberhausen und wurde dort am 1. Juni 1935 zum Polizeioberst befördert.
Am 1. Oktober 1935 wurde Marseille als Oberst in der Wehrmacht übernommen. Er wurde Kommandeur im Wehrbezirk Bremen II. Nach seiner Beförderung zum Generalmajor im Jahr 1941 wurde er am 30. Juni 1942 zum Kommandeur der Standort-Kommandantur 324 in Kursk ernannt. Im Januar 1944 wurde er von Partisanen getötet.
Für seine Verdienste wurde Marseille mit dem Eisernen Kreuz der zweiten Klasse von 1914 ausgezeichnet und erhielt dazu 1939 die Spangen. Darüber hinaus erhielt er die Kriegsverdienstkreuze der ersten und zweiten Klasse mit Schwertern.
Siegfried Marseilles Sohn aus seiner ersten Ehe war der spätere Jagdflieger Hans-Joachim Marseille.